# British United Shoe Machinery
A British United Shoe Machinery (BUSM) Ltd., com sede em Leicester, Inglaterra, foi uma empresa que, durante grande parte do século XX, foi a maior fabricante mundial de máquinas e materiais para calçados, exportando máquinas de calçados para mais de cinquenta países. Nos anos 1960 e 1970, foi o maior empregador do Leicester, empregando mais de 4.500 localmente e 9.500 em todo o mundo. A maior parte da força de trabalho foi recrutada por meio de um esquema de aprendizado que treinou uma grande parte dos engenheiros da Leicester. A empresa tinha "uma reputação respeitada de inovação e excelência técnica", entre 1898 e 1960, desenvolveu e comercializou quase oitocentas novas e melhoradas máquinas de sapato e patenteou mais de nove mil invenções, ao mesmo tempo empregando 5% das patentes do Reino Unido.
O colapso da empresa em outubro de 2000 destruiu as aposentadorias dos trabalhadores. Sua história se tornou "um dos exemplos mais vívidos do que pode dar errado com Private Equity" e trouxe "vergonha para a Apax". Posteriormente, a empresa entrou em concordata administrativa e foi objeto de uma aquisição da administração. Esta nova empresa entrou em administração em setembro de 2006. Em novembro de 2006, uma nova empresa independente, a Advent Technologies Ltd, foi formada por ex-trabalhadores da BUSM fornecendo suporte técnico, consultoria e peças de reposição para a gama de máquinas BUSM.

## Formação
Durante o século XIX, muitos processos de fabricação de calçados foram mecanizados e as numerosas pequenas fábricas resultantes se fundiram ao longo do tempo. Em 1882, a Tomlin and Sons de Leicester, fabricante de talheres e máquinas de calçados e William Pearson de Leeds foram adquiridos pela Merry and Bennion, que em meados da década de 1890 era um dos principais fornecedores de máquinas de calçados do Reino Unido. Renomeada Pearson e Bennion, em 1898, mudou-se para a nova fábrica da Union Works em Ross Walk, perto de Belgrave Road Leicester.
Em fevereiro de 1899, as três principais empresas de maquinário de calçados dos Estados Unidos, a Goodyear Machinery Company, a Consolidated Hand Lasting Machine Company e a McKay Shoe Machinery Company se uniram para formar a United Shoe Machinery (USM).
O diretor administrativo da Pearson and Bennion, Charles Bennion, foi a Boston para negociar uma fusão com a USM e a empresa que eventualmente se tornaria BUSM (British United Shoe Machinery) foi constituída em outubro de 1899 com a fábrica da Union Works como sua sede. As contas do primeiro ano, datadas de 31 de maio de 1900, mostravam 200 funcionários, lucros de 16.500 libras e trezentas mil libras de capital. Mais dez acres (quarenta mil metros quadrados) da terra foi comprada em 1901 do Belgrave Road Cricket e Bicycle Grounds, a antiga casa de Leicester Fosse FC e Leicester Tigers.

## Estratégia de expansão e negócios
A nova British United Shoe Machinery foi exclusivamente capaz de fornecer a um fabricante de calçados todas as necessidades de maquinário. Em 1908, as inovações técnicas da empresa foram suficientemente notáveis para atrair a visita da Associação Britânica para o Avanço da Ciência . A empresa seguiu a política americana de locação de máquinas, que tinha a vantagem de minimizar os custos de entrada para novos clientes. As restrições de locação, no entanto, causaram muito ressentimento e houve uma forte oposição dos fabricantes de Northampton, que temiam que estivesse se tornando um monopólio.
Apesar do enorme aumento na demanda por calçados militares, a Primeira Guerra Mundial viu mais de 800 trabalhadores altamente qualificados se unindo às forças armadas. Sob o Ato de Munições de Guerra de 1915, aprovado em resposta à Crise da Concha de 1915, a empresa tornou-se um "Estabelecimento Controlado", com salários e condições dos trabalhadores muito rigorosamente regulamentados pelo Ministério das Munições. A experiência da BUSM em engenharia de precisão levou a encomendas de uma série de equipamentos militares, incluindo montagens de armas navais e peças de motores aeronáuticos, bem como projéteis e espoletas.

## Componentes de sapato
A década de 1920 viu a empresa diversificar em componentes de calçados, incluindo aqueles feitos de materiais sintéticos, um processo que continuou após a Segunda Guerra Mundial e ajudou a reduzir os efeitos do ciclo econômico.

## Grande Depressão e Segunda Guerra Mundial
A empresa floresceu durante a Grande Depressão e a Segunda Guerra Mundial. Em 1930, possuía doze agências de vendas e serviços no Reino Unido, um ativo valioso para os clientes antes que as viagens confiáveis de carro estivessem disponíveis. O capital emitido era sete vezes maior que 1899 e os lucros eram dez vezes maiores.
A Segunda Guerra Mundial viu uma porcentagem muito maior da capacidade de engenharia de precisão da BUSM comutada para fabricar armas do que na Primeira Guerra Mundial. Os produtos incluíam mira de naves navais e a casa do leme de precisão tecnicamente muito exigente para o motor aeronáutico Rolls-Royce Merlin.
No pós-guerra, a BUSM era uma das primeiras usuárias de máquinas de controle numérico com o protótipo da máquina de perfuração horizontal Kearns, agora no museu do Instituto de Tecnologia de Manchester sendo instalado em 1949.

## Monopólio e dissolução
Em dezembro de 1947, o governo dos Estados Unidos moveu um processo contra a USM, a empresa controladora da BUSM, alegando uma violação do Sherman Antitrust Act em que a empresa tinha sido um monopólio desde 1912. Um "julgamento de prodigiosa duração" se seguiu, mas, embora o veredicto tenha sido contra a USM, a corporação não foi rompida e o julgamento e remédio foram confirmados pela Suprema Corte em 1954. O governo renovou sua denúncia em 1967, mas embora o Tribunal Distrital tenha decidido que nada havia mudado, desta vez a Suprema Corte ordenou que o USM fosse desmembrado. Era necessário alienar uma parte substancial de seus negócios e mudar sua estratégia de leasing ao longo de um período de dez anos. A venda levantou quatrocentos milhões de dólares, mas as tentativas de diversificação não geraram dinheiro suficiente e, em 1976, a empresa, fortemente endividada, foi comprada pela Emhart Corporation, hoje Emhart Teknologies uma organização com metade do seu tamanho.

## Recuperação parcial e retorno à propriedade privada
Embora a BUSM tenha ganho o prêmio Queen de exportação em 1971, a década de 1970 viu a vantagem da empresa em máquinas de produção complexas se desgastar, pois a hidráulica, a pneumática e a eletrônica substituíram muitos componentes mecânicos, reduzindo o custo de entrada de novos concorrentes. A já forte competição alemã e norte-americana e a crescente indústria italiana de calçados foram acompanhadas pela concorrência da Coreia e de Taiwan, ambos usando mão-de-obra mais barata e todos começaram a adquirir máquinas locais. A própria BUSM iniciou a oferta de simplificação de design. Injeção e cimentação como alternativa à costura.
Em 1983, o Departamento de Comércio e Indústria patrocinou uma transformação dos processos de fabricação da BUSM com o que era um dos sistemas de fabricação flexíveis mais avançados da Europa, quatro centros de usinagem de controle numérico KTM foram instalados para a fabricação de componentes discretos. A aplicação única da BUSM de FMS a um trabalho altamente variado e de baixo volume permaneceu em uso por quinze anos.
A empresa também desenvolveu máquinas de controle de computadores que reivindicam a liderança mundial de máquinas de calçados controladas por microprocessadores e 75% do mercado mundial até o final dos anos 80.
Em 1986, a estratégia de negócios de Emhart havia mudado para evitar indústrias altamente cíclicas como o calçado. Após dezoito meses de negociação, a "maior compra de administração da Grã-Bretanha", liderada por John Foster comprou todo o negócio mundial de máquinas para calçados, excluindo materiais, a um custo de oitenta milhões de libras. Isso incluiu fábricas de calçados na Inglaterra, Alemanha, Estados Unidos, Brasil e Taiwan.
Chris Price, um ex-aprendiz de pós-graduação da BUSM, tornou-se Gerente de Pesquisa e Desenvolvimento e, eventualmente, subiu para a diretoria e se juntou à MBO como Diretor Técnico.
O diretor de finanças, Richard Bates, disse: "Nós nos libertamos dos grilhões de um grupo de multiprodutos com base em critérios financeiros, para que agora possamos administrar um único negócio no setor".
Sob a posse de Emhart, a antiga Union Works foi demolida e o local, o clube esportivo e o campo esportivo de Mowmacre Hill foram vendidos.
O "vigor renovado da BU" tornou-se aparente quando, em 1989, foi uma das três únicas empresas britânicas a ganhar o prêmio Queen de tecnologia. As exportações representaram 60% do negócio.
Em 1990, a BUSM comprou a empresa de materiais de calçados Texon, dos proprietários da Emhart, Black & Decker, por cerca de 125 milhões de dólares, dobrando o volume de negócios para duzentos milhões de libras e aumentando a força de trabalho para cerca de três mil pessoas
USM-Texon como o grupo se tornou conhecido, transferiu os trabalhadores para o seu novo regime de pensões. A USM-Texon estava em uma posição única, a única no mundo fabricando tanto materiais para calçados quanto máquinas. Agora com foco em materiais, abriu uma fábrica no sul da China de Foshan em 1993 e Chennai, Índia em 1994 e planejava flutuar na Bolsa de Valores de Londres no ano seguinte.
As realizações de Chris Price foram reconhecidas quando ele se tornou o presidente de 1995 da Instituição de Engenheiros Mecânicos, o mais jovem dos últimos 100 anos.

## Flotação falida, Parceiros Apax e colapso de pensão
O otimismo inicial azedou e a flotação foi cancelada, levando à sua aquisição em 1995 pela Venture Capitalists Apax Partners Corporate Finance Limited por 131 milhões de libras. John Foster se aposentou em 1996 e recebeu uma OBE. A Apax nomeou o Dr. Neil Coutts como Diretor Executivo da BUSM e mais tarde naquele ano, a empresa concluiu sua maior instalação de fábrica de calçados de todos os tempos; uma fábrica no Vietnã que empregava 7000 pessoas.
Em 1997, a USM-Texon anunciou que iria se separar da British United Shoe Machinery e da Texon UK "para aumentar o foco em seus respectivos negócios".
O orçamento do departamento de Pesquisa e Desenvolvimento premiado foi "prontamente cortado em 60%" e Chris Price partiu para a Rolls Royce, onde eventualmente se tornou vice-presidente executivo. Após a conclusão da cisão em 1998, Coutts juntou-se à Dexion, detentora da Apax que entrou em concordata em 2003, deixando os trabalhadores em pior situação do que se "nunca tivessem aderido ao esquema Dexion". Coutts permaneceu como diretor de BUSM, outros incluíram Jon Moulton, ex-chefe de compras da Apax e Roger Earl. Earl deveria liderar a compra da Administração em 2000, na qual a Moulton era acionista majoritária e controladora. Tim Wright, da Apax, era um diretor comum da BUSM e da empresa controladora da Texon. A empresa não conseguiu prosperar. Em fevereiro de 2000, a Crispin, um importante ativo de TI, foi vendida em parcelas à Texon, supostamente a um preço baixo. A empresa continuou a fabricar maquinário, produzindo uma pilha de estoque que não foi vendida até ser comprada do Administrador pela empresa de compras da administração. Em 14 de Setembro de 2000, o sistema USM-Texon transferiu activos para o plano BUSM, criado em março de 1999. A 30 de Setembro, uma nova avaliação deste esquema mostrou que era necessário o pagamento de 2,3 milhões de libras para satisfazer a pensão mínima garantida . Por volta de 1 de outubro, a terceira e última parcela da Crispin foi paga e em 4 de outubro o banco colocou em Administradores.
O fracasso causou uma pequena surpresa inicial ou raiva, já que o piso de fábrica da Convenor e do corretor de pensões Bob Duncan garantiu há muito tempo aos trabalhadores que, independentemente do que acontecesse com a empresa, suas pensões estavam seguras. Infelizmente e desconhecido para Duncan, o conselho oficial em que isso foi baseado simplesmente não era verdade. Como um dos quatro litigantes da Judicial Review, Duncan desempenhou um papel fundamental na campanha Pensionstheft, do Dr. Ros Altmann. Convidado a depor perante o Comitê Seleto da Administração Pública, Duncan culpou as informações enganosas do governo. O Comitê concordou.
Uma vez que o administrador independente revelou a extensão total da perda de pensão em janeiro de 2002, o alegado papel da Apax no colapso da empresa passou a ser examinado. Três queixas separadas foram feitas, todas rejeitadas com base na jurisdição que levou o Dr. Ashok Kumar MP a informar ao Parlamento que "é necessário algum pensamento sério e unido em todas estas questões". Duncan queixou-se à OPRA, mas esta organização só podia investigar alegadas irregularidades por curadores e notoriamente carecia de eficácia. O regulador disse que a queixa continha informações que "poderiam interessar ao DTI" embora um dossiê tenha apresentado via Patricia Hewitt nos termos da Seção 447, a Lei das Empresas de 1985 foi rejeitada porque a DTI não podia investigar órgãos não incorporados como planos de pensão, uma investigação provavelmente não seria eficaz, e as queixas eram mais bem tratadas pelo ombudsman de pensões.
Os trabalhadores então reclamaram com o Serviço de Consultoria sobre Pensões e depois com o Ouvidor de Pensões. Os advogados da Apax imediatamente contestaram seu direito de investigar um acionista sob o PENSION SCHEMES ACT 1993, PARTE X que limita a jurisdição a administradores de planos, gerentes ou empregadores. Isso forçou o Ombudsman a desistir do caso principal e a aconselhar os outros que "quaisquer reclamações contra diretores da Texon ou da Apax estariam fora da jurisdição da Ouvidoria de Pensões, já que não são empregadores, administradores, administradores ou administradores em relação ao Plano de Pensões da BUSM". Seguindo o conselho da Ros Altmann, os trabalhadores foram ver seus parlamentares e também encontraram forte apoio dos jornais nacionais e locais. Eles culparam a Apax por ter arquitetado o colapso Edward Garnier nomeou Sir Ronald Cohen e perguntou quais discussões "os ministros tiveram ... sobre o colapso do plano de pensão". Patricia Hewitt, a Secretária da Saúde e um parlamentar local também pediram uma investigação. Em uma carta para o deputado Alan Johnson, ministro do Comércio e Indústria, ela recomendou "que o Departamento de Investigação das Empresas analisasse as preocupações levantadas pelo meu eleitor. Pode ser que o problema esteja entre o DTI e o OPRA; mas é claramente importante que tais alegações sérias sejam devidamente investigadas. " A resposta meramente referia-se à investigação do CIB em 2002 e à sua conclusão de que "as questões levantadas eram mais bem tratadas por outros órgãos". Garnier levantou a questão novamente com o novo ministro da reforma Stephen Timms, citando as "circunstâncias misteriosas" sob as quais as aposentadorias desapareceram. Timms concordou em "investigar" as queixas dizendo que "nos últimos anos, houve muitos casos desse tipo". A imprensa esperava um inquérito adequado. Em setembro de 2005 Timms escreveu de volta a Edward Garnier dizendo que o Regulador de Pensões não havia encontrado nenhuma violação dos Regulamentos de Pensões, embora o Provedor de Pensões ainda estivesse investigando duas queixas. Nenhuma organização do curso poderia investigar a Apax, então a "investigação" de Timms não revelou nada de novo.

## Posteriormente
O Orçamento de Março de 2007 incluía a notícia de que os trabalhadores receberiam a maior parte de suas pensões esperadas de um melhor Esquema de Assistência Financeira. Uma reunião de longa data organizada por Andy Reed, membro do parlamento de Loughborough, com o ministro James Purnell, ocorreu pouco depois, após o que, tanto as notícias da BBC quanto da ITV na região levaram a entrevistas com os participantes. Para alguns, já era tarde demais. O Mail on Sunday, enquanto credenciava o ministro das aposentadorias Mike O'Brien MP com a obtenção de um resultado justo, descreveu o sofrimento de Chris e Elaine Barrett que morreram antes de qualquer compensação do governo ser concedida e os efeitos sobre George Curtis, um sofredor de Parkinson forçado a trabalhar além de 55 anos, a idade da aposentadoria na BUSM. A ITV mostrou a Curtis no trabalho e seguiu mais tarde quando, graças à campanha de Altmann, ele recebeu uma pensão aos 60 anos.
Sir Ronald Cohen e Apax insistem que todas as questões foram abordadas, mas na ausência de qualquer investigação significativa, foi deixado para os deputados, Ros Altmann, e os meios de comunicação para comentar o comportamento da Apax.
Ros Altmann descreveu o BUSM como "um dos piores casos de esquemas que eu vi ... as ações dos antigos proprietários - Apax - foram imorais".
MP Ashok Kumar disse: "Eu acho que essas pessoas precisam de flagelação. Eu me sinto tão bravo em nome de cidadãos honestos e decentes, privados de seus direitos humanos básicos. . . ' Esses são capitalistas gananciosos e egoístas que vivem nas costas dos outros. Em uma democracia moderna, essas pessoas foram roubadas "
Para o Mail on Sunday, foi "Shame on Apax".

## Sítio da fábrica de BUSM
Em 2007, uma solicitação de planejamento foi feita para 1210 casas no antigo local pela Trafalgar Global Ltd. A construção de novas residências começou em 2010, com os primeiros ocupantes residenciais do local se mudando para lá em 2011. A primeira fase do desenvolvimento foi concluída em 2011 pela Westleigh Developments Ltd. A chaminé foi demolida em janeiro de 2012.

## Projeto de loteria do Grupo de História da BU
Em 2012, a Loteria Nacional concedeu fundos para registrar a história social da BUSM - descrita como uma "usina da indústria britânica" - por meio de um site, DVD e livro. Membro fundador do BU History Group, Burt McNeill, refletindo sobre o fato de que a BUSM operou durante todo o século XX, descreveu o projeto como uma oportunidade para contar, não apenas uma parte da história de Leicester, mas da história industrial britânica.